# دوک‌نشین استونی (۱۷۲۱-۱۵۶۱)
دوک‌نشین استونی (سوئدی: Hertigdömet Estland) که استونی سوئدی نیز نامیده می‌شود حکومت امپراتوری سوئد بر سرزمین‌های کشور استونی از سال ۱۵۶۱ تا ۱۷۲۱ میلادی بود. این سرزمین در پی جنگ بزرگ شمالی و پیمان نیستاد به امپراتوری روسیه واگذار شد.
این فرمانروایی در طول جنگ لیوونی به وجود آمد، زمانی که بخش‌های شمالی استونی کنونی - روال (تالین) و شهرستان‌های هاریوما، ویروما غربی، راپلاما و یارواما - در سال ۱۵۶۱ و لنما در ۱۵۸۱ به پادشاهی سوئد تسلیم شدند. در زبان محاوره به این دوران "زمان خوب سوئدی قدیم" نیز گفته میشود.